# هيلين فيليبس
هيلين فيليبس (بالإنجليزية: Helen Phillips)‏ هي نحّاتة ونقاشة أمريكية، ولدت في 3 مارس 1913 في فريسنو في الولايات المتحدة، وتوفيت في 23 يناير 1995 في غرينتش فيليج في الولايات المتحدة.